# Derkoul
La rivière Derkoul (en russe : Деркул) est un cours d'eau de Russie et d'Ukraine et un affluent de rive gauche du Donets, dans le bassin hydrographique du Don.

## Géographie

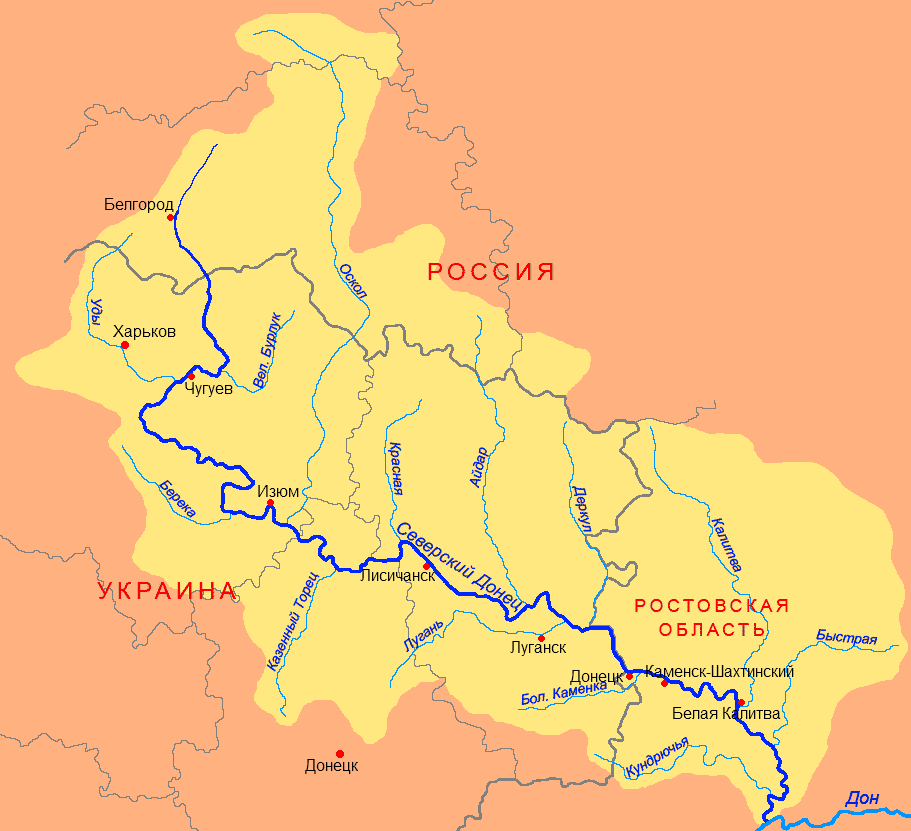
Le Donets, son bassin et ses affluents.

La rivière Derkoul prend sa source dans le nord-est de l'oblast de Louhansk, et s'écoule vers le sud, en traversant la ville ukrainienne de Bilovodsk. Elle forme ensuite, à mi-chemin, avant sa confluence avec le Donets, la frontière entre l'Ukraine et la Russie, au niveau de l'oblast russe de Rostov.